# Litocala deserta
Litocala deserta là một loài bướm đêm trong họ Erebidae.